# James Purefoy
James Brian Mark Purefoy (ur. 3 czerwca 1964 w Taunton) – brytyjski aktor, producent i reżyser.

## Życiorys

### Wczesne lata
Urodził się i dorastał w klasie średniej w Taunton jako starszy syn Anthony’ego Chetwynda i Shirley (z domu Taylor) Purefoyów. Po ukończeniu Sherborne School w Sherborne, w hrabstwie Dorset, mając 16 lat pracował jako portier w Yeovil District Hospital. Studiował aktorstwo w szkole dramatycznej Central School of Speech and Drama w Londynie.

### Kariera
W 1986 roku zadebiutował na scenie w sztuce Petera Shaffera Jeździec (Equus) jako Alan Strang, nastoletni pacjent, który poważnie okaleczył konie, oślepiając je. Zagrał także postać Romea w tragedii szekspirowskiej Romeo i Julia w Leatherhead, w hrabstwie Surrey oraz Waltera w przedstawieniu Mary Morgan na scenie Riverside Studios w Wielkim Londynie. W 1988 roku związał się z Royal Shakespeare Company, gdzie wystąpił w spektaklach: The Constant Couple, Makbet, Burza, Człowiek, który przyszedł na obiad (The Man Who Came to Dinner) w podwójnej roli Gene’a Saksa i Barbicana oraz Król Lear jako Edgar.
Po gościnnym udziale w serialach Jechać rozpędem (Coasting, 1990), ITV Książki przypadków Sherlocka Holmesa (The Casebook of Sherlock Holmes, 1991), ITV Boon (1991) oraz komedii telewizyjnej Channel 4 Bye Bye Baby (1992) z Benem Chaplinem i telefilmie sci-fi Carl May i jego żony (The Cloning of Joanna May, 1992), zadebiutował na dużym ekranie w filmie niezależnym Anioły (Angels, 1992) u boku Alfreda Moliny. Powrócił na scenę w roli Laertesa w tragedii szekspirowskiej Hamlet w Bristol Old Vic w Bristol (1991), jako Brian w sztuce Williama Gaminary W tył do góry karawany (Back Up the Hearse) i Niech oni wąchają kwiaty (Let them Sniff the Flowers) w Hampstead Theatre (1992), jako Roland Maule w komedii Noela Cowarda Obecny śmiech (Present Laughter) w londyńskim Globe Theatre (1993), Biff w sztuce Arthura Millera Śmierć komiwojażera (Death of a Salesman) u boku Jude’a Law w West Yorkshire Playhouse w Leeds (1994), Tony w Służący (The Servant) w Birmingham Repertory Theatre w Birmingham (1995).
Został dostrzeżony przez krytyków w roli psychopatycznego gwałciciela i oszusta w thrillerze telewizyjnym BBC Dyktowane warunki (Calling The Shots, 1993). W melodramacie kryminalnym Smaki lipca (Feast of July, 1995) u boku Embeth Davidtz i Bena Chaplina z muzyką Zbigniewa Preisnera zagrał postać Jedda Wainwrighta. W 1996 roku ponownie wstąpił do Royal Shakespeare Company w spektaklu Simona Callow Komedianci (Les Enfants du Paradis) w Barbakan. Wcielił się w postać dwornego obserwatora w telewizyjnej adaptacji powieści Anthony’ego Powella Channel 4 Taniec do czasu muzyki (A Dance to the Music of Time, 1997). Zabłysnął kreacją biseksualnego irlandzkiego piekarza w komedii Sypialnie i przedsionki (Bedrooms and Hallways, 1998). Wystąpił potem jako Hugh de Morville w przedstawieniu Paula Corcorana Cztery noce w Knaresborough (Four Nights in Knaresborough) w Tricycle Theatre (1999) i Loveless w sztuce Trevora Nunna Odnowienie (The Relapse) w National Theatre (2001).
Stworzył rolę enigmatycznego Edwarda, Czarnego Księcia Walii w sensacyjno-przygodowej komedii romantycznej Obłędny rycerz (A Knight’s Tale, 2001) z Heathem Ledgerem. Za kreację Jamesa w dramacie Ostatnie ujęcie (Photo Finish, 2003) otrzymał nagrodę Jury na festiwalu filmowym w Temecula w stanie Kalifornia. W serialu HBO Rzym (Rome, 2005–2007) wystąpił jako Marek Antoniusz.

## Życie prywatne
Od 1996 do maja 2002 roku był żonaty z Holly Aird (ur. 1969), z którą ma syna Josepha (ur. 1997). Spotykał się z Fay Ripley (1982–1993), Gwyneth Paltrow (2002), Piper Perabo i Marianą Toscą (2006). W lipcu 2014 poślubił Jessicę Adams, z którą ma córkę Rose (ur. 2012).

## Filmografia

### Filmy fabularne
| Rok  | Tytuł                                           | Rola                                            | Reżyser             |
| ---- | ----------------------------------------------- | ----------------------------------------------- | ------------------- |
| 1995 | Smaki lipca (Feast of July)                     | Jedd Wainwright                                 | Christopher Menaul  |
| 1998 | Sypialnie i przedsionki (Bedrooms and Hallways) | Brendan                                         | Rose Troche         |
| 1999 | Mansfield Park                                  | Tom Bertram                                     | Patricia Rozema     |
| 1999 | Latarnia morska (Lighthouse, 2000)              | Richard Spader                                  | Simon Hunter        |
| 2000 | Maybe Baby jako Carl Phipp                      | Carl Phipp                                      | Ben Elton           |
| 2001 | Obłędny rycerz (A Knight’s Tale)                | sir Thomas Colville/Edward, Czarny Książę Walii | Brian Helgeland     |
| 2001 | Jutro (Domani)                                  | Andrew Spender                                  | Francesca Archibugi |
| 2002 | Resident Evil                                   | Spence                                          | Paul W.S. Anderson  |
| 2004 | Goose on the Loose                              | Kenneth Donnelly                                | Nicholas Kendall    |
| 2004 | Vanity Fair. Targowisko próżności (Vanity Fair) | Rawdon Crwaley                                  | Mira Nair           |
| 2004 | Smokiem i mieczem (George and the Dragon)       | George                                          | Tom Reeve           |
| 2004 | Błogosławiona (Blessed)                         | Craig Howard                                    | Simon Fellows       |
| 2009 | Solomon Kane: Pogromca zła (Solomon Kane)       | Salomon Kane                                    | Michael J. Bassett  |
| 2011 | Żelazny rycerz (Ironclad)                       | templariusz Tom Marshal                         | Jonathan English    |
| 2012 | John Carter                                     | Kantos Kan                                      | Andrew Stanton      |
| 2013 | Wicked Blood                                    | Wild Bill                                       |                     |
| 2015 | Momentum                                        | Mr Washington                                   |                     |
| 2015 | High-Rise                                       | Pangbourne                                      |                     |
| 2016 | Equity                                          | Michael Connor                                  |                     |
| 2017 | Churchill                                       | Jerzy VI Windsor                                |                     |

### Filmy TV
| Rok  | Tytuł                                              | Rola                       | Reżyser            |
| ---- | -------------------------------------------------- | -------------------------- | ------------------ |
| 1992 | Bye Bye Baby                                       |                            |                    |
| 1992 | The Cloning of Joanna May                          | Oliver                     | Philip Saville     |
| 1992 | Angels                                             | Victor                     | Philip Saville     |
| 1995 | Szabla Sharpe’a (Sharpe’s Sword)                   | Jack Spears                | Tom Clegg          |
| 2000 | Don Kichot (Don Quixote)                           | Sansón Carrasco            | Peter Yates        |
| 2003 | Burmistrz Casterbridge (The Mayor of Casterbridge) | Donald Farfrae             | David Thacker      |
| 2006 | Czarnobrody (Blackbeard: Terror at Sea)            | Edward „Czarnobrody” Teach | Philippa Lowthorpe |

### Seriale TV
| Rok       | Serial                                                    | Rola              |
| --------- | --------------------------------------------------------- | ----------------- |
| 1990      | Coasting                                                  | Mike Baker        |
| 1991      | Akta Sherlocka Holmesa (The Case-book of Sherlock Holmes) | James McCarthy    |
| 1991      | Boon                                                      | Alan Bridges      |
| 1993      | Rides                                                     | Julian            |
| 1993      | Dyktowane warunki (Calling The Shots)                     | Brian Summers     |
| 1993      | Crime Story                                               | Darius Guppy      |
| 1994      | Calling the Shots                                         | Brian Summers     |
| 1995      | Tears Before Bedtime                                      | Jimmy Turner      |
| 1996      | The Tide of Life                                          | Nick Stuart       |
| 1996      | The Tenant of Wildfell Hall                               | Pan Lawrence      |
| 1996      | The Prince and the Pauper                                 | Miles Hendon      |
| 1997      | Have Your Cake and Eat It                                 | Ben               |
| 1997      | Bright Hair                                               | David Miles       |
| 1997      | Taniec do muzyki czasu (A Dance to the Music of Time)     | Nicholas Jenkins  |
| 1997      | Metropolis                                                | Nathan            |
| 2005–2007 | Rzym (Rome)                                               | Marek Antoniusz   |
| 2009      | Filantrop                                                 | Teddy Rist        |
| 2011      | Zemsta (Revenge)                                          | Dominik Wright    |
| 2011      | Camelot                                                   | Król Lot          |
| 2012      | Odcinki (Episodes)                                        | Rob               |
| 2013–2015 | The Following                                             | Joe Carroll       |
| 2016      | Korzenie (Roots)                                          | John Waller       |
| 2016–2018 | Hap i Leonard                                             | Hap Collins       |
| 2016      | Łowcy trolli                                              | Amulet / Kanjigar |
| 2018      | Altered Carbon                                            | Laurens Bancroft  |
| 2020      | Sex Education                                             | Remi Miliburn     |